# الانتخابات العامة السنغافورية 2020
الانتخابات التشريعية السنغافورية لعام 2020 هي الانتخابات البرلمانية التي جرت في 10 يوليو 2020. وجرى فيها انتخاب أعضاء البرلمان للبرلمان الرابع عشر لسنغافورة منذ استقلالها في عام 1965، وذلك باستخدام نظام الفوز للأكثر أصواتًا. كان التصويت إلزاميًا لجميع السنغافوريين الذين تبلغ أعمارهم 21 عامًا أو أكثر اعتبارًا من 1 مارس 2020.
هذه الانتخابات هي الانتخابات العامة الثامنة عشرة في سنغافورة والثالثة عشرة منذ الاستقلال. حصل حزب العمل الشعبي الحاكم على ولايته الخامسة عشرة على التوالي في الحكومة منذ عام 1959. تنافس فيها 192 مرشحًا (بما في ذلك 73 مرشحًا جديدًا ومرشحًا واحدًا مستقلاً) من 11 حزبًا، وهذا العدد هو أكثر من أي انتخابات سابقة في تاريخ سنغافورة، متجاوزًا الرقم القياسي المسجل في انتخابات 2015. كان هناكتواجد ملحوظ للنساء حيث تنافست 40 مرشحة. وتُعد هذه الانتخابات أيضًا الانتخابات الثانية على التوالي التي ليس فيها «مرشح أوحد» في أي دائرة انتخابية.
وشهدت النتائج فوز حزب العمل الشعبي الحاكم بـ 83 مقعدًا وحصول حزب العمال على المقاعد العشرة المتبقية. احتفظ حزب العمال بنجاح بجناحه في Aljunied GRC وHougang SMC وفاز أيضًا في Sengkang GRC الذي تم إنشاؤه حديثًا، ويُعد ذلك أكبر تمثيل للمعارضة المنتخبة في البرلمان منذ عام 1966. وانخفضت حصيلة الأصوات الإجمالية لـحزب العمل الحاكم إلى 61.24٪ وهي أدنى نسبة منذ انتخابات 2011، في حين حطم تصويت حزب العمال أفضل رقم قياسي لنسبته الإجمالية في التصويت لأي معارضة بنسبة 50.49٪ من الأصوات، متجاوزًا الرقم القياسي السابق الذي سجله الحزب الديمقراطي السنغافوري في عام 1991 بنسبة 48.6٪. فقد ستة مرشحين (واحد من SMC وخمسة من GRC) وديعتهم البالغة 13500 دولار في الانتخابات. ونتيجة للانتخابات، سيتم عرض مقعدين «غير دائرة» لعضوين من حزب التقدم السنغافوري الجديد صاحب أفضل نتيجة غير منتخبة للأداء الأفضل في West Coast GRC، والتي سيتم الإعلان عنها في وقت لاحق.

## الخلفية
وفقا للمادة 65 (4) من الدستور، فإن الحد الأقصى لمدة أي برلمان هي خمس سنوات من تاريخ جلسته الأولى بعد الانتخابات العامة، وبعد ذلك يصبح منحلا وفق القانون. ومع ذلك يجوز لرئيس الوزراء أن يطلب من الرئيس حل البرلمان في أي وقت خلال فترة الخمس سنوات. ويجب إجراء الانتخابات العامة في غضون ثلاثة أشهر بعد كل حل للبرلمان. وتُجرى الانتخابات بواسطة دائرة الانتخابات (ELD)، التابعة لمكتب رئيس الوزراء.
يوجد 93 مقعدًا منتخبًا في البرلمان مقسمة إلى 14 دائرة انتخابية فردية (SMCs) و17 دائرة تمثل مجموعة (GRCs). يُنتخب عضوًا واحدًا في البرلمان من كل دائرة فردية باستخدام الفوز للأكثر أصواتًا، بينما يُنتخب 4 أو 5 نواب دوائر المجموعات، ويجب أن يكون واحد على الأقل المجموعة من الأقلية الملايوية أو الهندية أو الأقليات الأخرى. ويجب أن تكون كل المرشحين في المجموعة من نفس الحزب السياسي أو مجموعة من المرشحين المستقلين. سن التصويت في سنغافورة 21 سنة.
في 23 يونيو 2020، أعلن رئيس الوزراء لي هسين لونج خلال بث مباشر على التلفزيون أن الرئيسة حليمة يعقوب قد حلت البرلمان الثالق عشر في سنغافورة، على أن يُفتح المجال للترشح للانتخابات بعد أسبوع في 30 يونيو حزيران عام 2020.
كان المسؤل عن التصويت هو تان مينج دوي، وهو نائب سكرتير سابق بوزارة التنمية الوطنية والرئيس التنفيذي الحالي للوكالة الوطنية للبيئة. وقد تولى هذا الأمر للمرة الأولى، حيث تولى المنصب خلفًا لـ Ng Wai Choong الذي كان المسؤل عن الانتخابات العامة السابقة.

### الأحزاب السياسية
حزب العمل الشعبي هو الحزب الحاكم، ومتواجد في السلطة منذ عام 1959 ويقوده حاليا رئيس الوزراء لي هسين لونج. بينما حزب المعارضة الرئيسي هو حزب العمال بقيادة بريتام سينغ، وكان له ستة مقاعد منتخبة وثلاثة مقاعد غير منتخبة قبل هذه الانتخابات. وتنافس عشرة أحزاب معارضة للحزب الحاكم في هذه الانتخابات.
| الحزب                         | اختصار | زعيم            | سنة التأسيس | المقاعد قبل هذه الانتخابات | الحضور البرلماني                                                                                     |
| حزب العمل الشعبي              | PAP    | لي هسين لونج    | 1954        | 82                         | المجلس التشريعي: 1955-1965. انتخابات مجلس المدينة: 1957-1965. برلمان سنغافورة: 1965– الآن            |
| حزب العمال                    | WP     | بريتام سينغ     | 1957        | 6 + 3 غير منتخبين          | المجلس التشريعي: 1961-1963. انتخابات مجلس المدينة: 1957-1959 برلمان سنغافورة: 1981-1986 ؛ 1991– الآن |
| الحزب الديمقراطي              | SDP    | تشي سون وان     | 1980        | 0                          | برلمان سنغافورة: 1984-1997                                                                           |
| حزب التضامن الوطني            | NSP    | سبنسر نغ        | 1987        | 0                          | برلمان سنغافورة: 2001-2006                                                                           |
| حزب الشعب (سنغافورة)          | SPP    | ستيف شيا        | 1994        | 0                          | برلمان سنغافورة: 1997-2015                                                                           |
| التحالف الديمقراطي (سنغافورة) | SDA    | ديزموند ليم     | 2001        | 0                          | برلمان سنغافورة: 2001-2011                                                                           |
| حزب الإصلاح (سنغافورة)        | RP     | كينيث جياريتنام | 2008        | 0                          | - |
| حزب السلطة الشعبية (سنغافورة) | PPP    | Goh Meng Seng   | 2015        | 0                          | - |
| صوت الشعب (سنغافورة)          | PV     | ليم تيان        | 2018        | 0                          | - |
| حزب التقدم (سنغافورة)         | PSP    | تان تشنغ بوك    | 2019        | 0                          | - |
| ريد دوت يونايتد               | RDU    | رافي فليمون     | 2020        | 0                          | - |

### التغييرات في العملية الانتخابية
قدمت دائرة الانتخابات العديد من التغييرات الجديدة لهذه الانتخابات للمساعدة في تسهيل العملية الانتخابية للناخبين والمرشحين والمتطوعين في الانتخابات. تم تسجيل الناخبين في يوم الاقتراع إلكترونياً فلا يحتاج مسؤولو الانتخابات إلى إخراج بيانات الناخب يدويًا من سجل مطبوع للناخبين. وتمكن الناخبون من تحديد خيارات مرشحهم (مرشحيهم) بشكل أكثر وضوحًا باستخدام أقلام التحبير الذاتي وتقليل وقت الانتظار بإدخال نظام التسجيل الإلكتروني. أُتيح للمرشحين ملء معظم المستندات اللازمة على الإنترنت بينما تمكن المتطوعون في الانتخابات عد عدد الأصوات في فترة أقصر بمساعدة آلات العد، مما أتاح إصدار نتائج الانتخابات في وقت أقل. بالإضافة إلى ذلك، كان هناك المزيد من مراكز الاقتراع، مما قلل متوسط عدد الناخبين لكل مركز اقتراع من 3000 إلى حوالي 2400. جرى إعطاء كبار السن فوق 65 عامًا الأولوية للتصويت بين 8   صباحا و12 مساء في يوم الاقتراع.
يجري إعادة فرز الأصوات إذا كان فرق النتائج لدائرة انتخابية ضمن نطاق 2٪ (أو نتائج بين 49٪ و51٪). وعلى عكس الانتخابات السابقة، يمكن إعادة الفرز تلقائيًا بدلاً من إجرائها يدويًا، وقد حدث ذلك سابقًا في عام 1991 (Nee Soon Central SMC)، 2011 (الانتخابات الرئاسية وPotong Pasir SMC) و2015 (Aljunied) GRC)؛ بالإضافة إلى ذلك، تم استخدام آلة عد احتياطية لإعادة العد بدلاً من حسابها يدويًا. وعلى غرار الانتخابات السابقة، تم تجاهل أصوات المقيمين بالخارج أثناء إعادة فرز الأصوات لأنها لا تسبب أي تأثير من النتائج النهائية، إلا إذا كان مجموع الناخبين في الخارج أكبر من فرق الأصوات.

### الأعضاء غير المنتخبين في البرلمان
في 27 يناير 2016، تم تمرير مشروع تعديل للدستور، سمح بزيادة العدد الإجمالي للأعضاء غير المنتخبين من 9 إلى 12 عضوًا. وهذه هي الزيادة الأولى لعدد الأعضاء منذ الانتخابات العامة السنغافورية لعام 2011، حيث تمت زيادتها من ثلاثة أعضاء إلى تسعة. وكما هو الحال بالنسبة للانتخابات السابقة، تم اختيار العضاء عير المنتخبين من بين أفضل المرشحين المعارضين غير المنتخبين، حيث يتم تحديد العدد من خلال العدد الإجمالي لمرشحي المعارضة المنتخبين؛ فإذا كان هناك ما لا يقل عن 12 عضو معارضة منتخب، فلن يتم اختيار أعضاء غير منتخبين، مثلما حدث سابقًا في انتخابات 1991. يتم الإعلان عن أسماء المرشحين غير المنتخبين بعد أيام قليلة من يوم الاقتراع. ويجوز للمرشحين رفض العضوية عند عرضها عليهم، مثلما حدث سابقاً في انتخابات 1984  و2015.

### التقسيمات الانتخابية
|                                        | 2015      | 2020      |
| -------------------------------------- | --------- | --------- |
| المقاعد                                | 89        | 93        |
| التقسيمات الانتخابية                   | 29        | 31        |
| دوائر المجموعات                        | 16        | 17        |
| دوائر من أربعة أعضاء                   | 6         | 6         |
| دوائر من خمسة أعضاء                    | 8         | 11        |
| دوائر من ستة أعضاء                     | 2         | 0         |
| الدوائر الفردية                        | 13        | 14        |
| الناخبون                               | 2,458,058 | 2,629,372 |
| المصوتون (بما في ذلك الأصوات الخارجية) | 2,462,926 | 2,653,942 |

تتكون لجنة مراجعة الدوائر الانتخابية من كبار الموظفين المدنيين، وهي مكلفة بتعديل حدود الأقسام الانتخابية قبل الانتخابات. تعتبر الحكومة رسميًا أن هذه التعديلات ضرورية لضمان مشاركة الأقليات في البرلمان وسط التغييرات الديموغرافية مع ضمان عدد متكافئ من الناخبين الممثلين لكل عضو برلمان، على الرغم من أن هناك نقد لذلك وادعاءات بان هدف تقسيم الدوائر الانتخابية هو إلحاق الضرر بالمعارضة. اعتبارًا من عام 2015، كان هناك 16 مركزًا للمجموعات و13 مركزًا للفردي. وجه رئيس الوزراء تعليمات إلى اللجنة في 1 أغسطس 2019 لتقليل حجم مراكز المجموعات وزيادة عدد الفردي. ولم يتم الكشف عن التاريخ المحدد للتغيير إلا عندما سأل زعيم المعارضة بريتام سينغ وزير التجارة والصناعة تشان تشون سينغ في رد مكتوب في البرلمان.
أصدرت اللجنة تقريرها في 13 مارس 2020 بتشكيل 17 مركزا للمجموعات و14 للفردي. وللمرة الأولى منذ عام 1991، تم التخلص من المجموعات ذات الستة أعضاء وتخفيضها إلى خمسة. تم تشكيل محموعة جديدة من أجزاء من Punggol East وSengkang West السابقة وتم تعديل حدود مجموعة Tampines للمرة الأولى منذ عام 2001، بسبب الزيادة في عدد السكان في المنطقة الشمالية الشرقية من سنغافورة. كما تم اقتطاع أربع مجموعات جديدة (Kebun Baru وYio Chu Kang وMarymount وPunggol West)، وتم دمج ثلاثة مراكز فردية سابقة في مراكز المجموعات المجاورة (Fengshan وPunggol East وSengkang West)، في حين جرى تعديل حدود اثنين من المراكز الفردية هما (Hong Kah North وPotong Pasir). ظلت المراكز الفردية المتبقية وأربعة من المجموعات (Aljunied وHolland-Bukit Timah وJurong وTanjong Pagar) على حالها دون تغيير، على الرغم من أن حزب العمال أثار تساؤلات حول إلغاء المراكز الفردية التي اعترض عليها سابقًا وخسرها بفارق ضئيل. وضمت التغييرات تخصيص حوالي 13٪ من الناخبين لدائرة انتخابية جديدة وزيادة عدد المقاعد من 89 إلى 93.

الحدود الانتخابية

التغييرات التي أدخلت على التقسيمات الانتخابية هي كما يلي:
| اسم المجموعة               | التغييرات |
| -------------------------- | --- |
| مجموعة Ang Mo Kio          | تم تصغيرها إلى خمسة أعضاء الأجزاء الغربية المأخوذة من دائرة الفردي Sengkang West اقتطع قسم Yio Chu Kang إلى دائرة فردية |
| مجموعة Bishan – Toa Payoh  | اقتطع قسم Bishan North إلى دائرة فردية، وNovena وBalestier إلى مجموعة Jalan Besar جزء Toa Payoh المأخوذ من الدائرة الفرديةPotong Pasir                                                                                      |
| مجموعة Chua Chu Kang       | اقتطعت الجزء الجنوبي من قسم نانيانغ إلى مجموعة West Coast وأجزاء من Tengah New Town إلى دائرة الفردي Hong Kah North، في حين تشكل مناطق Nanyang وLim Chu Kang المتبقية في قسم Brickroad                                      |
| مجموعة الساحل الشرقي       | زادت إلى خمسة أعضاء أخذت دائرة فنغشان الفردية |
| مجموعة جالان بيسار         | أجزاء مستوعبة من جزء Novena وBalestier من مجموعة Bishan-Toa Payoh |
| مجموعة مارين باريد         | اقتطعت جزءًا كبيرًا من Bidadari في دائرة Potong Pasir الفردية |
| مجموعة Marsiling – Yew Tee | أجزاء مأخوذة من مجموعة Woodlands وInnova من Sembawang |
| مجموعة Nee Soon            | اقتطع قسم Kebun Baru إلى دائرة فردية أجزاء مأخوذة من Simpang وYishun من مجموعة Sembawang لتشكيل قسم Yishun Link |
| مجموعة Pasir Ris – Punggol | تم تصغيرها إلى خمسة أعضاء اقتطع معظم قسم Punggol West إلى دائرة فردية، وقسم Sengkang Central إلى مجموعة Sengkang، وTampines North إلى مجموعة Tampines تشكلت أجزاء من Punggol Central وPunggol North إلى قسم Punggol Central |
| مجموعة Sembawang           | اقتطعت وودلاندز وأجزاء قليلة من Innova إلى مجموعة Marsiling – Yew Tee، وأجزاء من Simpang وYishun إلى مجموعة Nee Soon |
| مجموعة Sengkang            | دائرة انتخابية جديدة تتكون من دائرة Punggol East الفردية، والأجزاء الشرقية من دائرة Sengkang West الفردية، وSengkang Central من مجموعة Pasir Ris-Punggol (واستخراج قسم Buangkok)                                            |
| مجموعة تامبينيس            | شمال تامبينس المأخوذ من مجموعة Pasir Ris – Punggol |
| مجموعة الساحل الغربي       | زادت إلى خمسة أعضاء أجزاء نانيانغ المأخوذة من مجموعة Chua Chu Kang وجزء Bulim من دائرة Hong Kah North الفردية |

#### قيود على الحملات الانتخابية

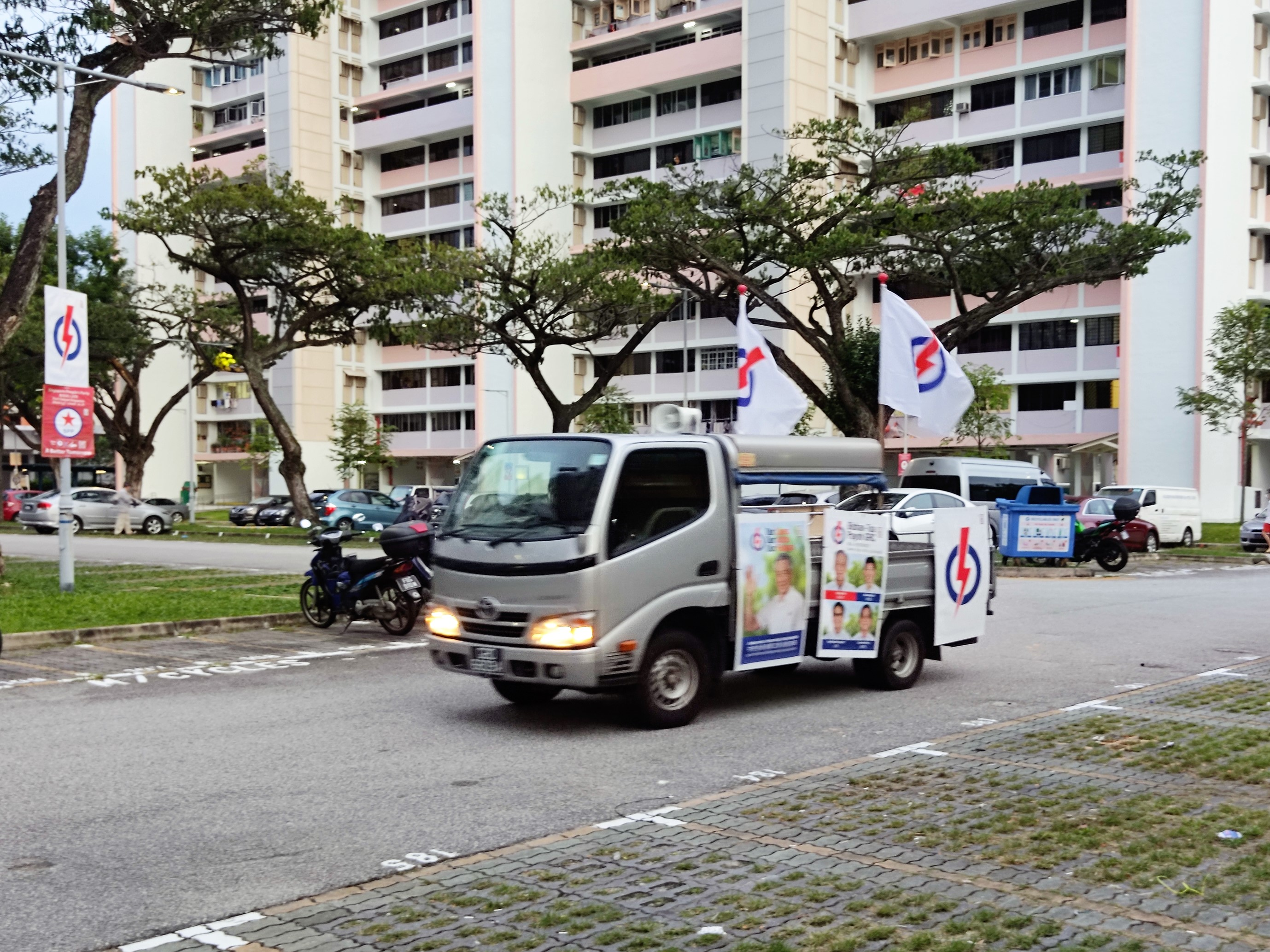
مركبة حملة دعاية خلال الانتخابات.

#### القيود خلال يوم الاقتراع

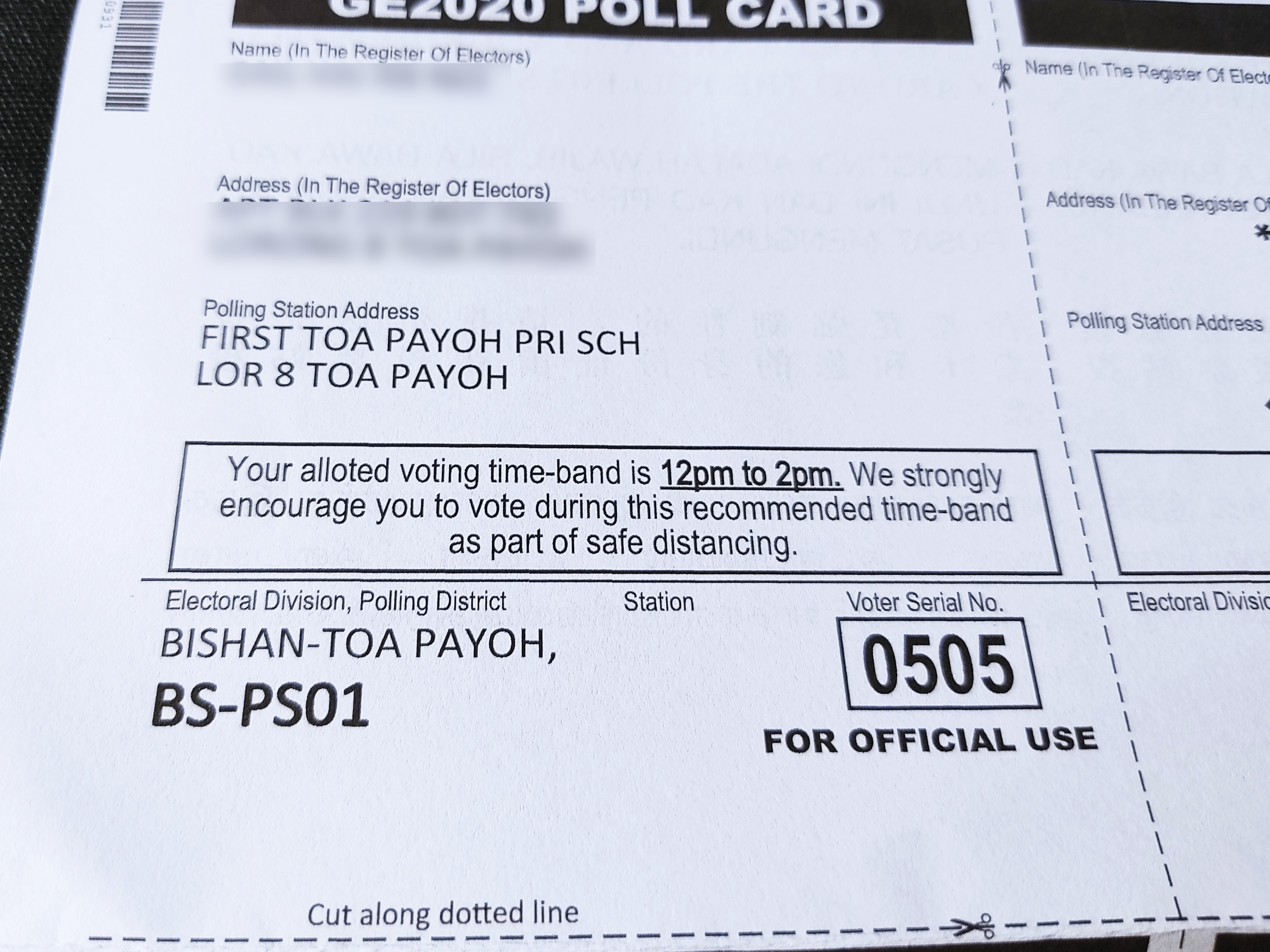
بطاقة اقتراع تتضمن مهلة زمنية مدتها ساعتان.

## التطورات السياسية

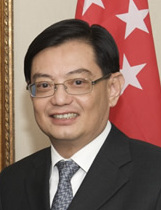
كان من المتوقع فوز Heng Swee Keat ليخلف Lee Hsien Loong كرئيس وزراء قادم لسنغافورة

## الجدول الزمني

خريطة الانقسامات الانتخابية المتنازع عليها بين أحزاب المعارضة

| التاريخ            | الحدث                                           |
| ------------------ | ----------------------------------------------- |
| 13 مارس            | إعلان الدوائر الانتخابية                        |
| 15 أبريل           | التصديق على سجلات الناخبين                      |
| 8 يونيو            | تعيين سلطات بديلة ل POFMA خلال فترة الانتخابات. |
| 18 يونيو           | إصدار إرشادات الحملة الأولية.                   |
| 23 يونيو           | حل البرلمان الثالث عشر. وصدور أمر الانتخاب.     |
| 26 يونيو           | آخر موعد لتقديم شهادات التبرع السياسي.          |
| 30 يونيو           | يوم الترشيح                                     |
| 30 يونيو – 8 يوليو | فترة الحملة                                     |
| 2 يوليو            | أول بث لحزب سياسي                               |
| 3 – 8 يوليو        | برامج إذاعة الدوائر الانتخابية.                 |
| 9 يوليو            | يوم الهدوء، وبث الحزب السياسي الثاني.           |
| 10 يوليو           | يوم الاقتراع.                                   |

## النتائج

خريطة لنتائج الانتخابات العامة لعام 2020 في سنغافورة

تم إغلاق الاقتراع عند الساعة 10 مساءً وبدأ عد الأصوات بعد فترة وجيزة. تم الإعلان عن النتائج من قبل المسؤول تان مينج دوي.
وعلى غرار الانتخابات العامة السنغافورية لعام 2015 والانتخابات الفرعية لعام 2016، تم الإعلان عن عدد من العينات من قبل دائرة الانتخابات قبل إعلان النتائج الفعلية لمنع أي تكهنات غير ضرورية أو الاعتماد على مصادر غير رسمية للمعلومات أثناء عملية العد.
أُعلنت النتائج الأولى في الساعة 1:22 صباحًا لدائرة Bukit Panjang الفردية حيث فاز LAP Eng Lwa من حزب العمل الشعبي بأغلبية 53.74٪. بينما جاءت النتائج الأخيرة في الساعة 3:44 صباحا عن مجموعة Aljunied ومجموعة Nee Soon حيث أسفرت عن احتفاظ حزب العمال وحزب العمل بهما بنتيجة 59.93٪ و61.90٪ على التوالي.

### ملخص
هذا هو مخلص الانتخابات العامة في سنغافورة التي جرت في 10 يوليو 2020.
| الأحزاب والتحالفات                              | الزعيم                                          | المقاعد المتنافس عليها                          | المقاعد المتنافس عليها                          | المقاعد المتنافس عليها                          | المقاعد المتنافس عليها                          | المقاعد المتنافس عليها                          | الأقسام الفائزة                                 | المقاعد الفائزة                                 | عدد الأصوات | نسبة الأصوات الصحيحة                      | نسبة الأصوات الصحيحة                      | +/-                                       | نسبة الصوات الصحيحة في الدوائى التي تنافس عليها الحزب | نسبة الصوات الصحيحة في الدوائى التي تنافس عليها الحزب | +/-                                       |
| الأحزاب والتحالفات                              | الزعيم                                          | فردي                                            | مجموعة                                          | مجموعة                                          | أقسام                                           | مجموع                                           | الأقسام الفائزة                                 | المقاعد الفائزة                                 | عدد الأصوات | نسبة الأصوات الصحيحة                      | نسبة الأصوات الصحيحة                      | +/-                                       | نسبة الصوات الصحيحة في الدوائى التي تنافس عليها الحزب | نسبة الصوات الصحيحة في الدوائى التي تنافس عليها الحزب | +/-                                       |
| الأحزاب والتحالفات                              | الزعيم                                          | فردي                                            | 4 أعضاء                                         | 5 أعضاء                                         | أقسام                                           | مجموع                                           | الأقسام الفائزة                                 | المقاعد الفائزة                                 | عدد الأصوات | نسبة الأصوات الصحيحة                      | نسبة الأصوات الصحيحة                      | +/-                                       | نسبة الصوات الصحيحة في الدوائى التي تنافس عليها الحزب | نسبة الصوات الصحيحة في الدوائى التي تنافس عليها الحزب | +/-                                       |
| حزب العمل الشعبي                                | لي هسين لونغ                                    | 14                                              | 6                                               | 11                                              | 31                                              | 93                                              | 28                                              | 83                                              | 1,524,781   | 61.24                                     |                                           | ▼ 8.62                                    | 61.24                                                 |                                                       | ▼ 8.62                                    |
| حزب العمال                                      | بريتام سينغ                                     | 2                                               | 1                                               | 3                                               | 6                                               | 21                                              | 3                                               | 10                                              | 279,245     | 11.22                                     |                                           | ▼ 1.26                                    | 50.49                                                 |                                                       | ▲ 10.74                                   |
| حزب التقدم (سنغافورة)                           | تان تشنغ بوك                                    | 5                                               | 1                                               | 3                                               | 9                                               | 24                                              | 0                                               | 0                                               | 253,459     | 10.18                                     |                                           | جديد                                      | 40.85                                                 |                                                       | جديد                                      |
| الحزب الديمقراطي                                | تشي سون وان                                     | 3                                               | 2                                               | 0                                               | 5                                               | 11                                              | 0                                               | 0                                               | 110,827     | 4.45                                      |                                           | ▲ 0.69                                    | 37.04                                                 |                                                       | ▲ 5.81                                    |
| حزب التضامن الوطني                              | سبنسر نغ                                        | 0                                               | 0                                               | 2                                               | 2                                               | 10                                              | 0                                               | 0                                               | 93,546      | 3.76                                      |                                           | ▲ 0.23                                    | 33.15                                                 |                                                       | ▲ 7.88                                    |
| صوت الشعب                                       | ليم تيان                                        | 1                                               | 1                                               | 1                                               | 3                                               | 10                                              | 0                                               | 0                                               | 59,060      | 2.37                                      |                                           | جديد                                      | 21.26                                                 |                                                       | جديد                                      |
| حزب الإصلاح                                     | كينيث جياريتنام                                 | 1                                               | 0                                               | 1                                               | 2                                               | 6                                               | 0                                               | 0                                               | 54,505      | 2.19                                      |                                           | ▼ 0.44                                    | 27.84                                                 |                                                       | ▲ 7.24                                    |
| حزب الشعب                                       | ستيف شيا                                        | 1                                               | 1                                               | 0                                               | 2                                               | 5                                               | 0                                               | 0                                               | 37,869      | 1.52                                      |                                           | ▼ 0.65                                    | 33.83                                                 |                                                       | ▲ 6.75                                    |
| التحالف الديمقراطي                              | ديزموند ليم                                     | 0                                               | 0                                               | 1                                               | 1                                               | 5                                               | 0                                               | 0                                               | 37,179      | 1.49                                      |                                           | ▼ 0.57                                    | 23.67                                                 |                                                       | ▼ 3.44                                    |
| ريد دوت يونايتد                                 | رافي فليمون                                     | 0                                               | 0                                               | 1                                               | 1                                               | 5                                               | 0                                               | 0                                               | 31,191      | 1.25                                      |                                           | جديد                                      | 25.38                                                 |                                                       | جديد                                      |
| حزب السلطة الشعبية                              | Goh Meng Seng                                   | 1                                               | 0                                               | 0                                               | 1                                               | 1                                               | 0                                               | 0                                               | 7,477       | 0.30                                      |                                           | ▼ 0.83                                    | 28.26                                                 |                                                       | ▲ 5.15                                    |
| مستقل                                           | لا يوجد                                         | 1                                               | 0                                               | 0                                               | 1                                               | 1                                               | 0                                               | 0                                               | 654         | 0.03                                      |                                           | ▼ 0.09                                    | 2.78                                                  |                                                       | -                                         |
| الأصوات الصحيحة                                 | الأصوات الصحيحة                                 | الأصوات الصحيحة                                 | الأصوات الصحيحة                                 | الأصوات الصحيحة                                 | الأصوات الصحيحة                                 | الأصوات الصحيحة                                 |                                                 |                                                 | 2,489,793   | 98.19% من إجمالي الأصوات                  | 98.19% من إجمالي الأصوات                  | 98.19% من إجمالي الأصوات                  | 98.19% من إجمالي الأصوات                              | 98.19% من إجمالي الأصوات                              | 98.19% من إجمالي الأصوات                  |
| الأصوات الباطلة (مثل: بطاقة فارغة أو تصويت خطأ) | الأصوات الباطلة (مثل: بطاقة فارغة أو تصويت خطأ) | الأصوات الباطلة (مثل: بطاقة فارغة أو تصويت خطأ) | الأصوات الباطلة (مثل: بطاقة فارغة أو تصويت خطأ) | الأصوات الباطلة (مثل: بطاقة فارغة أو تصويت خطأ) | الأصوات الباطلة (مثل: بطاقة فارغة أو تصويت خطأ) | الأصوات الباطلة (مثل: بطاقة فارغة أو تصويت خطأ) | الأصوات الباطلة (مثل: بطاقة فارغة أو تصويت خطأ) | الأصوات الباطلة (مثل: بطاقة فارغة أو تصويت خطأ) | 45,772      | 1.81% من إجمالي الأصوات                   | 1.81% من إجمالي الأصوات                   | 1.81% من إجمالي الأصوات                   | 1.81% من إجمالي الأصوات                               | 1.81% من إجمالي الأصوات                               | 1.81% من إجمالي الأصوات                   |
| إجمالي الأصوات                                  | إجمالي الأصوات                                  | إجمالي الأصوات                                  | إجمالي الأصوات                                  | إجمالي الأصوات                                  | إجمالي الأصوات                                  | إجمالي الأصوات                                  | إجمالي الأصوات                                  | إجمالي الأصوات                                  | 2,535,565   | إقبال الناخبين: 95.63% من إجمالي الناخبين | إقبال الناخبين: 95.63% من إجمالي الناخبين | إقبال الناخبين: 95.63% من إجمالي الناخبين | إقبال الناخبين: 95.63% من إجمالي الناخبين             | إقبال الناخبين: 95.63% من إجمالي الناخبين             | إقبال الناخبين: 95.63% من إجمالي الناخبين |
| لم يصوت                                         | لم يصوت                                         | لم يصوت                                         | لم يصوت                                         | لم يصوت                                         | لم يصوت                                         | لم يصوت                                         | لم يصوت                                         | لم يصوت                                         | 115,870     |                                           |                                           |                                           |                                                       |                                                       |                                           |
| إجمالي الناخبين                                 | إجمالي الناخبين                                 | إجمالي الناخبين                                 | إجمالي الناخبين                                 | إجمالي الناخبين                                 | إجمالي الناخبين                                 | إجمالي الناخبين                                 | إجمالي الناخبين                                 | إجمالي الناخبين                                 | 2,651,435   |                                           |                                           |                                           |                                                       |                                                       |                                           |

## تفاعلات

### بعد الانتخابات
- الولايات المتحدة: في كلمة رسمية، هنأوزير الخارجية الأمريكي مايك بومبيو رئيس الوزراء لي هسين لونح على فوز حزب العمل وأكد على «الروابط المشتركة» بين البلدين.[62]

- الهند: هنأ رئيس الوزراء مودي رئيس الوزراء "لي" لفوزه في الانتخابات مع أطيب تمنياته للشعب السنغافوري.[63]
- ماليزيا: اتصل رئيس الوزراء الماليزي محيي الدين ياسين برئيس الوزراء «لي» للتهنأة بالفوز في الانتخابات مؤكدا على مواصلة الحكومتين العمل سويا لمواجهة تحديات جائحةكوفيد-19.[64]
- فيتنام: أرسل رئيس الوزراء الفيتنامي نجوين شوان فوك رسالة تهنئة لنظيره السنغافوري للفوز في الانتخابات العامة.[65]